# 格倫氏岩遊䲁
格倫氏岩遊䲁（學名：Enneanectes glendae），為輻鰭魚綱䲁形目三鰭䲁科岩遊䲁屬的一個種，分布於東太平洋墨西哥南部海域，深度1至12公尺，本魚身體細長，吻部短且尖，頭頂覆蓋著短而細長的刺，緊密排列，眼睛上方有小而窄的三角形卷鬚，頸背上沒有觸鬚，上顎兩側沒有牙齒，頭頂和鰓蓋上緣有刺，鱗片中等到大，縱向排列34-36片，體鱗粗糙，頭部、腹部無鱗，側線2段，稍重疊，前部的鱗片有孔16-17枚，後部的鱗片有缺口20-23枚，身體有4-5條不規則的紅棕色條紋，頭部眼睛後面有一簇紅棕色斑點，眼睛前部下方有一個黑點，眼睛中央下方還有一個黑點，尾基部紅棕色，後部有一條黑色橫帶，尾鰭紅棕色，中央有明顯的橫帶，第一背鰭有黑色的棘，棘間的膜為紅褐色，臀鰭紅棕色，胸鰭呈灰色。繁殖期的雄魚頭部、身體和鰭的深色部分呈黑色，背鰭3個，背鰭硬棘15-18枚、背鰭軟條8-10枚、臀鰭硬棘2枚、臀鰭軟條19-21枚，體長可達3.1公分，成魚棲息在礁石區，雌魚產附著性卵在藻類築的巢，雄魚會守護卵，幼魚為浮游性，生活習性不明。